# Volvarina avena
Volvarina avena is een slakkensoort uit de familie van de Marginellidae. De wetenschappelijke naam van de soort is voor het eerst geldig gepubliceerd in 1834 door Kiener.